# 乌皮亚
乌皮亚（法語：Oupia，法語發音：[upja]）是法国埃罗省的一个市镇，属于贝济耶区。

## 地理
乌皮亚（43°17'24"N, 2°45'59"E）面积9.04 平方千米，位于法国奧克西塔尼大區埃罗省，该省份为法国南部沿海省份，南濒地中海，西南接奥德省，西北接塔恩省和阿韦龙省，东北与加尔省接壤。
与乌皮亚接壤的市镇（或旧市镇、城区）包括：马亚克、普佐尔米内尔瓦、艾涅、博福尔、奥隆扎克。

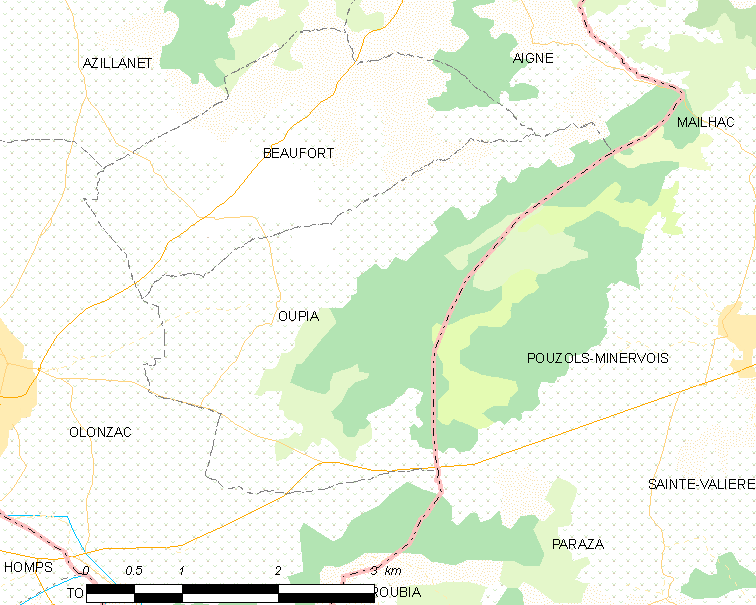
乌皮亚的OSM定位图

乌皮亚的时区为UTC+01:00、UTC+02:00（夏令时）。

## 行政
乌皮亚的邮政编码为34210，INSEE市镇编码为34190。

## 政治
乌皮亚所属的省级选区为圣庞斯德托米耶尔县。

## 人口

1962-2008年间乌皮亚人口变化图示

乌皮亚于2022年1月1日时的人口数量为276人。